# Jacksonville, Arkansas
Jacksonville är en stad i Pulaski County i delstaten Arkansas, USA med 31 190 invånare (2007).
Little Rock Air Force Base är belägen strax utanför staden.